# Son multicanal
 (juin 2025).
- Si vous ne connaissez pas le sujet, laissez ce bandeau (vous pouvez alors contacter les auteurs).
- Si vous supprimez le contenu mis en cause (vous pouvez préalablement contacter les auteurs),

argumentez précisément cette suppression dans la page de discussion
(un manque de référence n'est pas un argument ; une recherche réelle de référence doit avoir été effectuée, être formellement documentée).

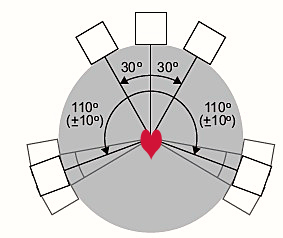
Le format multicanal 5.0, au centre en rouge, la position d'écoute de référence ou sweet spot.

Le son multicanal ou surround concerne une certain nombre de normes et formats audio principalement définis par le nombre de pistes et le nombre de canaux ou voies de reproduction, comme par exemple, le nombre d'enceintes sonores ou haut-parleurs.
L'effet sonore produit exploite différentes technologies et techniques d'enregistrement, de codage, de mixage et de reproduction dit effet « surround » ou « cernant », « encerclant », « entourant », « environnant », etc., pouvant qualifier tout système de reproduction ni monophonique ni stéréophonique.

## Développements
Depuis l'apparition de la reproduction audio électronique dans les années 1920, différentes solutions acoustiques et électroacoustiques ont été développées pour enrichir l'ambiance sonore avec la stéréophonie, d'autres formules ont consisté à ajouter des canaux complémentaires pour élargir l'espace sonore parmi lesquels, le fabricant français Elipson et sa triphonie exploitée par l'Office radio télévision française. 
Vers les années 1950, le compositeur allemand Karlheinz Stockhausen expérimente des compositions électroniques (Gesang der Jünglinge et Kontakte (en)), celui-ci utilise des systèmes tournants et quadraphoniques avec l'aide de Herbert Eimert du studio Westdeutscher Rundfunk (WDR). En 1958 le Poème électronique pour bande magnétique d'Edgard Varèse, expérimente l'espace surround[réf. nécessaire].
Autre expérience notable, la télédiffusion du téléfilm théâtral Les Perses en 1961 à la fois retransmis à la télévision RTF Télévision et sur une station de radio nationale France IV en modulation de fréquence, permettant d'utiliser l'élargissement stéréophonique de la radio en complément de la voie monophonique centrale mettant en avant les dialogues,.
Entre les années 1960 et les années 1980, l'émergence de la HiFi et notamment de la quadriphonie, marque un nouvel essor dans ce domaine.
À l'origine, le son multicanal exploite au moins trois haut-parleurs puis 4, 5, 6, 7, 8… jusqu'aux 425 haut-parleurs expérimentaux de Iannis Xenakis. Le son multicanal implique au moins la tentative d'un champ sonore ou espace sonore ou champ acoustique horizontal, concernant sa diffusion, de 360°. Plusieurs autres systèmes tentent de traiter la verticalité. Le Dolby Atmos fait son apparition dans les salles en 2013 et est commercialisé avec des amplificateurs grand public à partir 2014[réf. nécessaire].
Le compositeur et musicien Iannis Xenakis explore également l'espace sonore avec 425 haut-parleurs utilisés pour déplacer le son dans l'espace. Il y a aussi de nombreux autres compositeurs d'avant-garde à la même époque créant des œuvres utilisant le son multicanal[réf. nécessaire].

### Fantasound
En 1940, Fantasound le procédé sonore à trois canaux, développé par l'ingénieur du son William E. Garity et le mixeur John N. A. Hawkins des studios Walt Disney pour le film d'animation Fantasia, proposent le premier long-métrage utilisant le son multicanal.

## Production et post-production de son multicanal

### Prise de son
L'enregistrement multicanal nécessite d'éprouver les techniques de prise de son conventionnelles. Principalement, il doit prendre en compte l’espace sonore complet déployé autour du spectateur ou de l’auditeur.
Dans les années 2010, plusieurs systèmes sont exploités parallèlement à l’évolution des formats : MMAD, decca tree, OCT Surround, INA5, Soundfield, sphère Schoeps KFM360, carré Hamasaki, croix IRT, holophone H2pro, dpa S5, dpa 5100[réf. nécessaire]…

### Mixage
Ces formats rendent plus complexe le travail de mixage et de post production. Certains effets doivent être gérés comme les outils de localisation spatiale, outils d'élargissement sonore, Low-frequency effects, traitement dynamique, downmixing, upmixing à travers de nouvelles notions technique.
Le mixage multicanal nécessite une maîtrise de la psychoacoustique et doit faire correspondre le champ visuel avec le champ sonore autour du spectateur auditeur, en traitant les principes et limites de l’attention auditive. On retrouve ces techniques en radio pour des fictions, documentaires, la pour télévision, la production musicale, les concerts et autres spectacles vivants.

## Formats de mixage pour la diffusion et la restitution multicanal

### Musique

Label distinctif des médias enregistrés en quadriphonie.

- La quadriphonie (ou quadraphonie) est inventée au début des années 1970, c'est le premier format multicanal[5] proposé au grand public. Plusieurs systèmes concurrents s'affrontent. Ces systèmes ont été un échec commercial en raison de nombreux problèmes techniques, qui ont été résolus trop tard pour sauver la technologie de la catastrophe. Le format était plus cher que la stéréo standard Hi-Fi. Il nécessitait aussi deux haut-parleurs supplémentaires ainsi que leurs amplificateurs, et a souffert de l'absence d'un format standard pour les vinyles.
- Musique en 5.1. Ce format rare en  musique ne peut être lu que sur un DVD-Audio, un SACD ou un Blu Ray audio.

### Cinéma et audiovisuel

#### LCRS

Format Dolby Surround analogique LCRS (4.1), le carré blanc indique une voie subwoofer ou renfort de basses facultative et minoritairement utilisée.

Le Dolby Stéréo est un format analogique. Quatre sources : gauche, centre, droite et arrière (surround) ou LCRS. En 1975, Dolby présente ce système analogique dérivé de la quadriphonie mais adapté à la reproduction sonore au cinéma en optique.
Matricé, dit 4.2.4
- 4 canaux au mixage: Left, Centre, Right, Surround (LCRS)
- 2 matricés en deux pistes dites « left total, right total » (LtRt). Ces pistes recopiées (« report optique ») sur les deux pistes optiques analogiques de la copie dite « d'exploitation ».
- 4 canaux d'écoute au cinéma, les deux pistes matricées (LtRt) sont dématricées en 4 voies de diffusion LCRS au moment de la projection.

En plus du matriçage, le Dolby SR analogique utilise un autre procédé de réduction du bruit (« NR », pour « Noise Reduction ») d'« enregistrement/lecture » qui permet d'améliorer significativement la dynamique (rapport signal/bruit, entre les sons les plus forts et les sons les plus faibles).
Ce format multicanal analogique est toujours, en principe, utilisé au cinéma pour la diffusion des copies 35 mm (« chimiques ») en salle. À la fois pour les cinémas pas encore équipés en numérique ainsi qu'en tant que format de secours en cas de panne du format numérique.
| Dolby Surround Mixer | Left              | Right             | Center                                 | Surround                                |
| -------------------- | ----------------- | ----------------- | -------------------------------------- | --------------------------------------- |
| Left Total           | {\displaystyle 1} | {\displaystyle 0} | {\displaystyle {\frac {1}{\sqrt {2}}}} | {\displaystyle j{\frac {1}{\sqrt {2}}}} |
| Right Total          | {\displaystyle 0} | {\displaystyle 1} | {\displaystyle {\frac {1}{\sqrt {2}}}} | {\displaystyle k{\frac {1}{\sqrt {2}}}} |

j = +90° phase-shift, k = -90° phase-shift

#### Mixage 5.1

Format 5.1 :
Le carré au centre est le canal .1 dit LFE
Les autres sont les L,C,R,Ls,Rs.

Le format 5.1 a été le premier format multicanal numérique au cinéma.
Plusieurs systèmes de codage sont en concurrence, certains disparaîtront au fur et à mesure des évolutions et des circonstances. Les deux systèmes les plus répandus sont le Dolby Digital et le DTS. Tous les systèmes utilisent la même configuration d'écoute.
Cinq enceintes entourent l'auditeur, accompagnées d’un subwoofer (le .1) qui diffuse les fréquences graves. Les cinq enceintes doivent être sur le même plan horizontal et identiques. Le subwoofer, alimenté par le canal LFE, est disposé le plus couramment devant, proche de l'enceinte centrale, sa bande-passante doit rester inférieure à 120 hertz. La disposition des enceintes est défini par l'UIT-R BS 775-1.

#### Au-delà du mixage 5.1

Format multicanal surround 6.1, les voies surround sont matricées LCR.

- le 5.1 normé aussi pour le home cinéma
- le 6.1 (5.1 plus une enceinte supplémentaire centrale à l'arrière pour le cinéma), ce format n'a pas eu le succès escompté, sans doute du fait de son surcoût de mise en œuvre ;
- le 7.1 de Sony SDDS : cinq enceintes frontales et deux à l'arrière ; en voie d'abandon dans les années 2010 ;
- le 7.1 Dolby Surround : trois enceintes frontales, deux latérales et deux à l'arrière et un caisson de basse (depuis 2010), déployé dans de nombreuses salles de cinéma numérique ;
- le 7.2 Dolby Surround : trois enceintes frontales, deux latérales et deux à l'arrière et deux caissons de basse (materiel disponible au grand public depuis 2006 mais pas d'enregistrement dans le commerce) ;
- le 12.4 : uniquement pour l'Omnimax, mis en place en 1986 au cinéma de la Géode à Paris par les ingénieurs de Cabasse[9].

#### Mixage 3D, son immersif

Système 12.2

Avec l'éclosion de l'image 3D, une plus grande et meilleure gestion de l'« espace sonore » devient nécessaire. Une multitude de formats sonores apparaissent en devenir, notamment des formats gérant la verticalité.
Les formats suivants, destinés au cinéma numérique, prétendent ou tendent à gérer la verticalité de l'espace sonore :
- le Dolby Atmos, pour un son immersif en salle de cinéma
- le format Auro-3D, pour un son immersif en salle de cinéma, mais aussi pour le home-cinema
- le 10.2, inventé par Tomlinson Holman,
- le 12.2, extension du 10.2.
- le 14.1 (développement en 2010) - face avant, L LC C RC R + en hauteur, Top L C R puis deux Top Surround L et R au plafond, Ls et Rs LR restant à leur place,
- le 22.2, format développé par la NHK pour accompagner optionnellement le Super Hi-Vision, format supérieur à la HD 1920 × 1080 pixels, Super Hi-Vision = 7680 ☼ 4320 pixels

Les techniques de codage qui accompagnent le 5.1 sont, pour le cinéma analogique à pellicule, le Dolby Digital et le DTS pour le DVD vidéo, le Dolby E et le Dolby Digital pour la TVHD (le Dolby E pour la production, Dolby Digital ou le He-AAC pour la diffusion vers les particuliers, ces formats permettant l'utilisation de metadonnées utiles pour le bon enchaînement des programmes sur une chaîne HD, une gestion adaptée de la dynamique, des possibilités de downmix pour les compatibilités stéréo et mono). Le SACD et le DVD audio sont des supports adaptés à la musique en 5.1, mais on trouve le DVD hybride (CD et DVD vidéo DTS ou Dolby Digital) moins coûteux à produire. Les supports HD DVD et Blu ray sont compatibles 5.1, mais sont prévus pour intégrer un son 7.1, accompagné des techniques Dolby Digital évoluées (Digital +, Digital true HD), DTS HD, DTS Master HD, PCM, DSD. On trouve des formats 5.1 compressés pour Internet notamment le mp3surround et le mpegsurround. Ils servent aujourd'hui notamment à la diffusion des radios HD 5.1[réf. nécessaire].

## Formats de supports et de transport

### Dolby E
Le Dolby E n'est ni un format de mixage, ni un format de diffusion mais un format d'encodage et transport du signal dit de contribution (exemple : entre la régie TV chargée de capter un opéra en direct installée près du site de l’évènement et la régie de diffusion de la chaîne de télévision qui diffuse le programme).

### Métadonnées
Pour l'audiovisuel, les métadonnées spécifiques sont normalisées.
- L'Advanced Media Workflow Association, Inc. (AMWA)[10] continue depuis 2000 de développer les compatiblilités entre AAF (Meta Advened Audio Framework), MXF et le XML pour l'univers de l'audiovisuel et des plateformes internet (y compris le Flash d'Adobe Systems).

## Domaines d'application

### Télévision, DVD et Blu Ray
Nombreuses sont les applications du son multicanal : la télévision haute définition, le cinéma, le film sur DVD vidéo et sur les nouveaux supports HDDVD et Blu ray, le jeu vidéo (DVD, HDDVD, Blu ray), la musique et les concerts (SACD, DVD audio, DVD vidéo), la radio HD, le DAB, Internet…

### Jeux vidéo
Historiquement, au début du multimédia, les jeux sont longtemps restés en mono, pour les systèmes d'exploitation (OS), la piste sonore est secondaire, les premiers logiciels multimédias d'animation sont axés sur l'image, la synchronisation entre l'image et le son est encore problématique.
L'apparition du format multicanal est tardive comparativement au cinéma. La plupart des jeux vidéo sont en 5.1 (parfois en 7.1), à l’exception des consoles portables qui se contentent de la stéréo ou de son surround virtuel lors de l'utilisation d'écouteurs compatibles.

### Salles de cinéma IMAX
Le système sonore de l'IMAX possède au moins six canaux discrets dont un disposé au plafond. Il gère donc l'espace sonore vertical.
Un autre système de contrôle permet de piloter ou d'adapter le niveau de diffusion de chaque piste sonore permet d'optimiser et d'adapter la reproduction aux particularités acoustiques de chaque salle du circuit.

### Salles de cinéma numérique
La restitution sonore multicanal a accompagné le développement de la projection numérique en salle, avec le son 5.1, 7.1, Digital Imax, et plus récemment avec les débuts du son immersif Dolby Atmos.

### Téléphones mobiles
Pour un téléphone portable, l'alternative est l'écoute au casque utilisant des systèmes d'écoute comme l'ambisonie via la technologie HOA Higher Order Ambisonics de 3D Sound Labs ou l'holophonie.

## Problématique de la diffusion multicanal
Le système d'écoute 5.1 est assez complexe à régler. Le niveau de travail préconisé est de 85 dBC SPL au cinéma et aux alentours de 79 dBC SPL pour la haute définition. Chaque enceinte doit restituer le même niveau. Il est aussi nécessaire d’accorder les cinq enceintes en fréquence ainsi qu’harmoniser avec le local d'écoute qui crée des premières réflexions. Le bass management qui consiste à redéployer les basses fréquences des enceintes principales dans le subwoofer, nécessite un réglage, on peut le trouver à différents points de la chaîne (processeur de monitoring 5.1, console numérique, logiciel audio…).
Ce qui différencie principalement la reproduction multicanal au cinéma, à la télévision et pour le DVD c'est d'abord le niveau d'écoute :
- La salle de cinéma est un endroit dédié qui s'apparente à un auditorium, le lieu est isolé et traité acoustiquement, le niveau sonore peut être élevé.
- Pour le DVD et la télévision, l'environnement est urbain, les voisins empêchent d'avoir des niveaux d'écoute comparables à la salle de cinéma (le niveau de référence est de 85 dB SPL au cinéma, en appartement il sera aux alentours de 79 dB SPL). À la télévision, le niveau de diffusion est aussi réglementé en France par de nouvelles recommandations et normes d'intensité sonore (loudness) sous l'autorité du CSA en France.
- Les caques audio ou systèmes permettant une spacialisation du son[12].

## Image sonore multicanal
Le 5.1 prétend à l'immersion du spectateur ou de l'auditeur, celui-ci ne regarde plus l'évènement à travers une fenêtre comme il en a pris l'habitude avec la stéréo, qui n'est pas un « format » naturel. En multicanal, l'auditeur « vit » l'évènement, entouré par le champ sonore grâce notamment aux enceintes arrières, presque comme s'il était dans la salle de concert ou en situation réelle.
Pour revivre réellement les conditions du concert ou de l'évènement sportif, il faudrait néanmoins apporter davantage de directions sonores que celles proposées par le 5.1. C'est pourquoi apparaissent dans les années 2010 des formats supérieurs comme le 7.1, ou des formats qui apporte la notion de hauteur en ouvrant davantage l'image sonore : 10.2, le 22.2, ou encore la WFS 
- (en) Cet article est partiellement ou en totalité issu de l’article de Wikipédia en anglais intitulé « Wave field synthesis » (voir la liste des auteurs) qui reproduit, à l'aide d'une couronne d'enceintes, le champ sonore par le principe physique d'Huygens.